# Hubertine Rose Éholie
Hubertine Rose Éholie é uma académica aposentada da Costa do Marfim. Especializando-se em química, ela teve uma longa carreira na Universidade de Abijã. Ela se aposentou em 2015 e é uma crítica da diferença de género das mulheres na academia.

## Carreira
Hubertine Rose Éholie nasceu em Burkina Faso, então parte da colónia francesa da Costa do Marfim, em 23 de maio de 1934. Ela estudou na Universidade de Poitiers e foi premiada com um certificado de ensino superior em matemática, física, química em 1957 e um certificado de estudos especializados em metalurgia, química e física em 1960. Éholie foi premiada como Doutora em Ciências da Engenharia em 1966 e com um doutorado em 1971 pela Universidade de Abijã.
Éholie ensinou no Liceu Clássico de Abijã antes de uma longa carreira na Universidade de Abijã. Ela começou como assistente de ensino antes de se tornar professora assistente e professora na Faculdade de Ciências. Ela se tornou professora sénior, professora e depois professora titular da Faculdade de Ciências e Técnicas. As suas especialidades eram em cristalografia, eletromagnetismo, óculos, sistema prata-arsênico-selênio, semicondutores e compostos ternários. Foi eleita membro da Academia de Ciências do Terceiro Mundo (hoje conhecida como Academia Mundial de Ciências, TWAS), Região da África Subsaariana em 1987 e é uma de apenas 88 eleitos da região (a partir de 2017). Ela aposentou-se em 2015.
Ela escreveu um artigo em 1988 para a Agência Canadiana para o Desenvolvimento Internacional e a Conferência da Academia do Terceiro Mundo intitulada "O papel das mulheres no desenvolvimento científico e tecnológico do terceiro mundo: o caso da Costa do Marfim". Ela é uma crítica da diferença de género das mulheres na academia na Costa do Marfim, particularmente nas ciências.